# Keron DeShields
Keron Melique DeShields (Baltimora, 4 dicembre 1992) è un cestista statunitense naturalizzato siriano.